# Дніпроенерго
Дніпроене́рго — теплова енергогенеруюча компанія в Україні.

## Історія
ПАТ «Дніпроенерго» починає свій історичний шлях 7 червня 1931 р. У цей день організоване Придніпровське районне управління державних електричних мереж «Дніпроенерго» з розміщенням у Дніпрі. (Дата утворення енергосистеми «Дніпроенерго»).
У 1995 р. шляхом корпоратизації створена генеруюча компанія ПАТ «Дніпроенерго».
Перші загальні збори акціонерів ПАТ «Дніпроенерго» відбулися 24 березня 1998 р.
З травня 2005 по січень 2008 року була реалізована процедура санації, в результаті якої ДТЕК вдалося консолідувати 47 % акцій компанії.
24 березня 2009 р. відбулися чергові загальні збори акціонерів ПАТ «Дніпроенерго», на яких держава в особі НАК «Енергетична компанія України» виступала як власник пакета 50 %+1 акція, а ДТЕК як власник 47,46 % акцій. Керівний менеджмент компанії контролюється ДТЕК.

## Організаційна структура
До складу ПАТ «Дніпроенерго» входять: — Криворізька ТЕС (встановлена потужність — 3000 МВт), розташована та території Дніпропетровської області за 40 км на південь від районного центру м. Кривий Ріг і за 2 км від м. Зеленодольськ. Запорізька ТЕС (встановлена потужність — 3600 МВт) i Енергодарський КСПП, розташовані на території Запорізької області за 140 км на південь від обласного центру м. Запоріжжя та за 3 км від Енергодару. Придніпровська ТЕС (встановлена потужність — 1740 МВт), розташована на території Дніпропетровської області в Дніпрі. Для забезпечення технічного обслуговування ПАТ «Дніпроенерго» до складу акціонерного товариства входять структурні підрозділи: «Дніпроенергоремонт» (ремонт технічного устаткування), «Дніпроенергоспецремонт» (ремонт будівель та споруд), «Дніпроенергоавтотранс» (транспортні послуги), «Дніпроенергоналадка» (обслуговування лічильників, ліній зв'язку), «Загін охорони».
Головний офіс розташований у Запоріжжі.

## Діяльність

Показники господарської діяльності компанії

Установлена потужність електростанцій компанії — 8340 МВт, що становить 16 % від загальної встановленої потужності теплогенеруючих компаній України. Частка компанії в загальному виробленні теплової електроенергії України у 2008 році склала 22,3 %.
На частку ПАТ «Дніпроенерго» доводиться 8,9 % від загального обсягу виробленої в державі електроенергії. Питомі витрати палива на виробництво 1 КВт/год електроенергії є одними з найнижчих в Україні.
Теплоелектростанції «Дніпроенерго» працюють на енергетичному вугіллі, для підсвічування горіння вугілля використовується мазут, з 1 січня 2009 року ТЕС Компанії майже повністю відмовилися від використання природного газу. Газ використовується лише для розігрівання енергоблоків при їх старті.
Станом на кінець 2008 р. відремонтовано 18 енергоблоків ТЕС.

## Фінансовий стан

Фінансові показники ПАТ «Дніпроенерго»

На ПАТ «Дніпроенерго» з травня 2005 року по січень 2008 року була реалізована процедура санації, інвесторами в якій виступили ПАТ «Павлоградвугілля» і ПАТ "Шахта «Комсомолець Донбасу», які входять у ДТЕК. Наразі підприємство контролюється менеджментом ДТЕК. Протягом 2001—2010 років компанія лише чотири роки отримувала чистий прибуток, 5 років — чистий збиток. Найбільший збиток в 2001 році — 1 млрд 381 млн грн. Найбільший прибуток в 2010 році, та 2007 році (в доларовому еквіваленті). Товарообіг компанії за 9 років зріс у 2,8 разів. Компанія працює на високорегульованому державою ринку. Тому прибутковість в значній мірі залежить від держави, зокрема НКРЕ.